# Denys Arcand

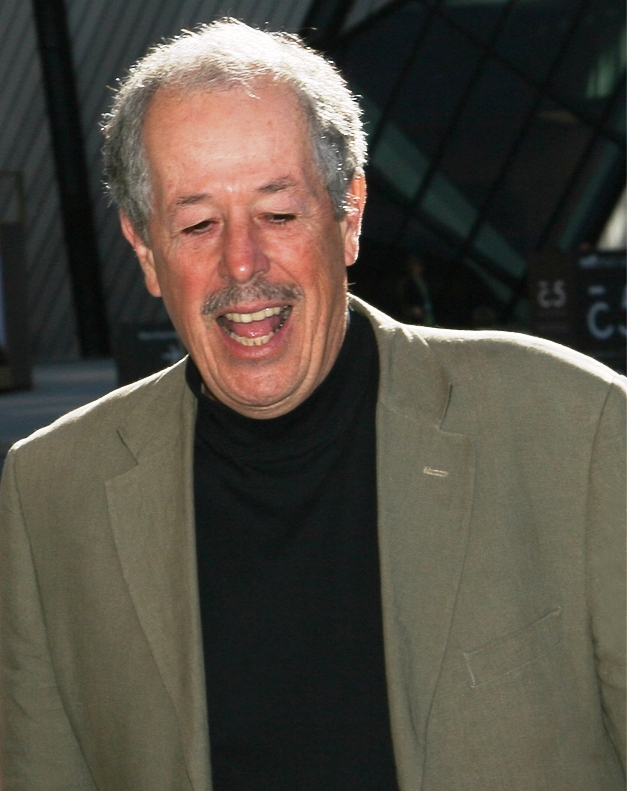
Denys Arcand

Georges-Henri Denys Arcand, CC, CQ (* 25. Juni 1941 in Deschambault, Québec) ist ein  kanadischer Filmregisseur, Drehbuchautor und Produzent. Zu internationalem Ruhm gelangte Arcand 1986 mit seinem Spielfilm Der Untergang des amerikanischen Imperiums und 2003 mit dem Oscar-prämierten Film Die Invasion der Barbaren. Er hat zudem zahlreiche bedeutende Dokumentarfilme gedreht.

## Leben
Arcand wuchs in einem katholischen Elternhaus in einem Dorf 25 Meilen südwestlich von Québec auf. Er besuchte neun Jahre lang eine Jesuiten-Schule. Als Teenager zog er mit seinen Eltern nach Montréal. Er studierte Geschichte an der dortigen Universität, wandte sich aber schon während seiner Studienzeit dem Film zu. Seine Freunde und er fuhren alle paar Monate nach New York, um sich dort europäische Filme anzusehen, die in Québec nicht gezeigt wurden. Québec war vor der sogenannten Stillen Revolution eine kulturell ziemlich isolierte, vom katholischen Klerus dominierte Gegend.
1963 wurde er Mitglied des National Film Board of Canada, bei dem er mehrere Dokumentarfilme drehte. Sein langer Film über die Textilindustrie On est au coton (We work in Cotton, 1970), der die Ausbeutung der Textilarbeiter zeigt, wurde von der Produktionsfirma fünf Jahre lang zurückgehalten. Arcand arbeitete auch für Fernsehserien; insbesondere schrieb er das Drehbuch für ein historisches Werk, das sich kritisch mit dem früheren Premierminister Maurice Duplessis auseinandersetzt.
Während der frühen 1970er Jahre produzierte Arcand eine Reihe von Spielfilmen und kehrte dann zum Dokumentarfilm zurück. Er arbeitete nicht mehr für das Fernsehen. Sein Dokumentarfilm Der Komfort und die Gleichgültigkeit (Le Comfort et l'indifférence) stellt die Situation dar nach dem Referendum von 1980, das die Anhänger einer Unabhängigkeit Québecs (dazu gehörte auch die Mehrheit von Québecs Cineasten) verloren haben.
Arcand schrieb das Drehbuch und führte Regie bei Der Untergang des amerikanischen Imperiums. Der Film war die bis dahin kommerziell erfolgreichste Produktion in der Geschichte des kanadischen Kinos und erhielt zahlreiche Auszeichnungen, etwa 1986 einen FIPRESCI-Preis in Cannes und 1987 zudem eine Nominierung für einen Oscar als bester fremdsprachiger Film. Thema des Films ist ein Treffen von Intellektuellen mittleren Alters, die sich hauptsächlich über ihr Sexualleben unterhalten – in den beiden Hauptrollen Pierre Curzi und Rémy Girard.
Auch Jesus von Montreal wurde vielfach ausgezeichnet, unter anderem zweimal bei den Internationalen Filmfestspielen von Cannes und 1990 mit einer Oscar-Nominierung als bester fremdsprachiger Film.
Arcands erster auf Englisch produzierter Film war 1993 Liebe und andere Grausamkeiten (Love and Human Remains). Er basiert auf einem Theaterstück von Brad Fraser, Unidentified Human Remains and the True Nature of Love. Er handelt von sieben Jugendlichen in einer nordamerikanischen Großstadt, die als emotional bedürftig und sexuell orientierungslos dargestellt werden.
Mit Stardom, einer Auseinandersetzung mit dem Fernsehen, wurde im Jahr 2000 das Toronto International Film Festival eröffnet.
Arcand arbeitete zwei Jahre an dem Skript für Die Invasion der Barbaren (Les invasions barbares), der 2003 herauskam. Rémy Girard spielte die Hauptrolle eines Kranken, der auf sein Leben zurückblickt und von seinen Freunden Abschied nimmt. Der Film gewann 2004 den Oscar als bester fremdsprachiger Film und Arcand erhielt eine Nominierung für das beste Originaldrehbuch. Beim Filmfestival in Cannes erhielt er 2003 den Preis für das beste Drehbuch. 2004 gewann Arcand die französischen Césars für den besten Film, die beste Regie und das beste Drehbuch und er erhielt drei Auszeichnungen bei der Verleihung des kanadischen Prix Jutra. Sein anschließendes Filmprojekt L'âge des ténèbres (2007) mit Diane Kruger, Rufus Wainwright und Emma de Caunes wurde ebenfalls als offizieller kanadischer Beitrag für die Nominierung um den besten fremdsprachigen Film bei der Oscarverleihung 2008 ausgewählt. Der Film, dessen englischsprachiger Titel Days of Darkness lautet, handelt von einem Zivildienstleistenden (gespielt von Marc Labrèche), der als Held der Realität in imaginären Abenteuern entflieht.
Arcand, der zum zweiten Mal verheiratet ist, hat keine eigenen Kinder. Im Alter von 55 Jahren adoptierte er ein verwaistes Baby aus China.

## Preise und Auszeichnungen
Arcand wurde 1988 zum Offizier des Order of Canada ernannt und 2005 zum Companion befördert. 1990 nahm ihn die französische Regierung in die Ehrenlegion auf. Von seiner eigenen Provinz wurde ihm im Jahr 2000 deren höchste Auszeichnung, der Titel des Knight of the Ordre national du Québec zuteil. Im Februar 2004 erhielt Arcand eine der höchsten französischen Auszeichnungen, als er in den Ordre des Arts et des Lettres aufgenommen wurde.
Er hat bisher außer einem Oscar, 43 weitere Preise für seine Filme und seine Drehbücher, darunter insgesamt sechs kanadische Genie Award, gewonnen, sowie 22 Nominierungen erhalten. 
- 1986 FIPRESCI-Preis in Cannes für Der Untergang des amerikanischen Imperiums und
- 1987  Nominierung für einen Oscar als bester fremdsprachiger Film.

## Filmografie

### Regie
- 1962: Seul ou avec d'autres
- 1963: Champlain[2]
- 1964: Les Montréalistes
- 1967: Volleyball
- 1967: Parcs atlantiques
- 1967: Montréal, un jour d'été
- 1972: Québec: Duplessis et après…
- 1972: Dreckiges Geld (La maudite galette)
- 1973: Réjeanne Padovani
- 1975: Gina
- 1975: La lutte des travailleurs d'hôpitaux
- 1976: On est au coton[3]
- 1982: Le confort et l'indifférence
- 1984: Das Verbrechen des Ovide Plouffe (Le crime d'Ovide Plouffe)
- 1986: Der Untergang des amerikanischen Imperiums (Le déclin de l'empire américain)
- 1989: Jesus von Montreal (Jésus de Montréal)
- 1991: Montréal vu par …
- 1993: Liebe und andere Grausamkeiten (Love & Human Remains)
- 1996: Joyeux calvaire
- 2000: Stardom
- 2003: Die Invasion der Barbaren (Les invasions barbares)
- 2007: L’âge des ténèbres
- 2014: Le règne de la beauté
- 2018: Der unverhoffte Charme des Geldes (La chute de l’empire américain)
- 2023: Testament

### Drehbuch
- 1967: Zwischen den Welten (Entre la mer et l’eau douce)
- 1973: Réjeanne Padovani
- 1984: Le crime d’Ovide Plouffe
- 1986: Der Untergang des amerikanischen Imperiums (Le déclin de l’empire américain)
- 1989: Jesus von Montreal (Jésus de Montréal)
- 2004: Die Invasion der Barbaren (Les invasions barbares)
- 2007: L’âge des ténèbres
- 2014: Le règne de la beauté
- 2018: Der unverhoffte Charme des Geldes (La chute de l’empire américain)

### Als Schauspieler
- 1989: Jesus von Montreal
- 1992: Léolo
- 2004: Die Invasion der Barbaren (Les invasions barbares)
- 2010: Barney’s Version

## DVD
- Denys Arcand: L'âge des ténèbres, Studio Canal (F), französisch ohne Untertitel, 1 DVD

## Bibliografie
- Michel Coulombe: Denys Arcand. La vraie nature du cinéaste, (entretiens), Montréal, Boréal 1993
- André Loiselle, Brian McIllroy (éd.): Auteur/Provocateur. The Films of Denys Arcand, Westport, Praeger 1995
- Denis Bachand: Die Jugend eines Pioniers. Denys Arcand und seine Filme, in: Michel Larouche, Jürgen E. Müller: Quebec und das Kino. Die Entwicklung eines Abenteuers, Münster, Nodus 2002, S. 189–203
- Reinhold Zwick: Entmythologisierung versus Imitatio Jesu. Thematisierungen des Evangeliums in Denys Arcands Film „Jesus von Montreal“ in: Communicatio Socialis, 23. Jg., Nr. 2 (1990), S. 17–47.